# Guglielmo I di Tiro
Guglielmo (... – tra il 1130 e il 1133) è stato un arcivescovo cattolico inglese, il primo arcivescovo di Tiro di rito latino dopo la conquista della città da parte dei crociati, dal 1128 al 1130 (da non confondere con il più famoso Guglielmo di Tiro, secondo arcivescovo di Tiro con questo nome).
Guglielmo proveniva dall'Inghilterra, forse era il figlio cadetto di una famiglia nobile, e in precedenza era stato priore del Capitolo del Santo Sepolcro, fu descritto come un uomo dalle "lodevoli abitudini".
Nel 1127 Baldovino II di Gerusalemme lo inviò a Roma insieme al vescovo di Ramla Ruggero, per chiedere l'approvazione di papa Onorio II alla scelta di Baldovino di fare di Folco V d'Angiò il suo successore. Guglielmo ricevette il pallio dalle mani del papa.
Morì tra il 1130 e il 1133 e gli succedette Fulcherio di Angoulême.